# Žofie Württemberská

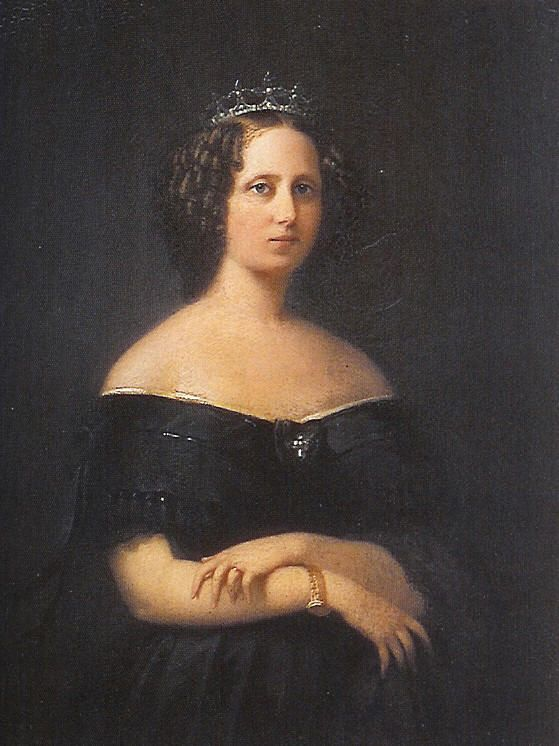
Královna Žofie Württemberská

Žofie Württemberská (17. června 1818, Stuttgart – 3. června 1877, palác Huis ten Bosch, den Haag) byla rodem württemberská princezna a jako první manželka nizozemského krále Viléma III. nizozemská královna.

## Biografie

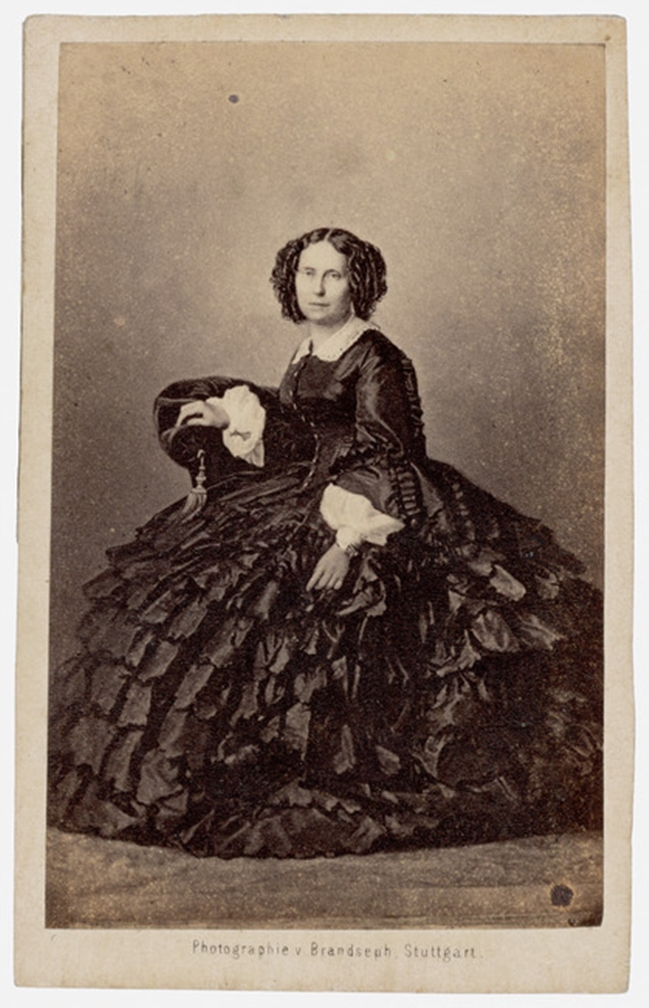
Královna Žofie na fotografii z roku 1877

### Původ, mládí
Žofie se narodila jako dcera württemberského krále, Viléma I. a jeho manželky, ruské velkokněžny Kateřiny Pavlovny. Matku Žofie nepoznala, neboť ta zemřela v lednu roku 1819, když bylo Žofii půl roku. Dítě se dostalo do péče své tety Kateřiny Bonaparte.

### Manželství a potomci
Mezi uchazeči o Žofiinu ruku byli mj. pozdější řecký král Otto I., brunšvický vévoda Vilém či syn budoucího francouzského krále Ludvíka Filipa I., Ferdinand Filip Orleánský. 18. června roku 1839, den po svých 21. narozenin, se Žofie ve Stuttgartu provdala za svého bratrance Viléma (jeho matka byla starší sestra matky Žofiiny). Z jejich manželství se narodili tři synové:
- 1. Vilém Oranžský (4. 9. 1840 Haag – 11. 6. 1879 Paříž), nizozemský korunní princ a následník trůnu, svobodný a bezdětný
- 2. Mořic (15. 9. 1843 Haag – 4. 6. 1850 tamtéž)
- 3. Alexandr (25. 8. 1851 Haag – 21. 6. 1884 tamtéž), nizozemský princ, po smrti svého bratra Viléma následník trůnu, svobodný a bezdětný

Královský pár sídlil v paláci Noordeinde. Manželství Žofie a Viléma nebylo šťastné, Žofie měla averzi vůči Vilémovi od prvního setkání. Její tchyně Anna Pavlovna, Vilémova matka a Žofiina teta (sestra její matky), svou snachu zcela ignorovala. Nesoulad v manželství měl původ především ve velkém rozdílu povah obou partnerů. Žofie byla žena liberálně a duchovně založená a intelektuálně značně převyšovala svého manžela, zatímco Vilém byl spíš jednoduchý člověk, konzervativec vychovaný v armádě, a líbil se mu vojenský způsob života. Uprostřed rodinných hádek zakázal intelektuální výchovu ve svém domě, za což ho královna Viktorie, udržující s Žofií čilou korespondenci, nazvala „nevychovaným hulvátem“.
Dalším důvodem napětí v manželství byla jeho náladovost: jeden den se s někým nepohodl do krajnosti, druhý se k němu choval maximálně vstřícně a vychovaně. Později se k neshodám mezi manželi přidaly i neshody se syny. Kromě toho Vilém svou manželku často podváděl. Nesoulad mezi manželi vyvrcholil definitivně v roce 1850 po smrti prostředního syna Mořice, který zemřel v sedmi letech na meningitidu. Král činil Žofii odpovědnou za chlapcovu smrt, neboť nechtěla, aby ho ošetřoval dvorní lékař, jemuž nedůvěřovala.
Po roce 1850 usilovala Žofie o anulaci manželství, které však nedosáhla. Od roku 1855 žili manželé odděleně; Žofie trávila většinu času se svou původní rodinou ve Stuttgartu.
Žofie udržovala kontakty s řadou evropských vědců; vřelé vztahy měla s francouzským císařem Napoleonem III. a s královnou Velké Británie Viktorií. Podporovala umění a řadu charitativních organizací (včetně ochrany zvířat) či budování veřejných parků.

### Smrt
Královna Žofie zemřela v Haagu 3. června 1877. Pochována byla ve svatebních šatech, neboť tvrdila, že její život skončil dnem sňatku. Po její smrti se král Vilém oženil s o 41 let mladší princeznou Emmou Waldecko-Pyrmontskou. Oba Žofiini synové (prostřední Mořic zemřel již jako dítě) zemřeli záhy po smrti své matky a dědičkou trůnu se stala princezna Vilemína, jediná Vilémova dcera z jeho druhého manželství.

## Vývod z předků
|                     |                                                  |  |                                      |                                       |  |  |  |  |  |  |  | Karel Alexandr Württemberský |
|                     |                                                  |  |                                      |                                       |  |  |  |  |  |  |  |                              |
|                     | Fridrich II. Evžen Württemberský                 |  |                                      |                                       |  |  |  |  |  |  |  |                              |
|                     |                                                  |  |                                      |                                       |  |  |  |  |  |  |  |                              |
|                     |                                                  |  |                                      | Marie Augusta Thurn-Taxis             |  |  |  |  |  |  |  |                              |
|                     |                                                  |  |                                      |                                       |  |  |  |  |  |  |  |                              |
|                     | Fridrich I. Württemberský                        |  |                                      |                                       |  |  |  |  |  |  |  |                              |
|                     |                                                  |  |                                      |                                       |  |  |  |  |  |  |  |                              |
|                     |                                                  |  |                                      | Fridrich Vilém Braniborsko-Schwedtský |  |  |  |  |  |  |  |                              |
|                     |                                                  |  |                                      |                                       |  |  |  |  |  |  |  |                              |
|                     | Bedřiška Braniborsko-Schwedtská                  |  |                                      |                                       |  |  |  |  |  |  |  |                              |
|                     |                                                  |  |                                      |                                       |  |  |  |  |  |  |  |                              |
|                     |                                                  |  |                                      | Žofie Dorota Pruská                   |  |  |  |  |  |  |  |                              |
|                     |                                                  |  |                                      |                                       |  |  |  |  |  |  |  |                              |
|                     | Vilém I. Württemberský                           |  |                                      |                                       |  |  |  |  |  |  |  |                              |
|                     |                                                  |  |                                      |                                       |  |  |  |  |  |  |  |                              |
|                     |                                                  |  |                                      | Karel I. Brunšvicko-Wolfenbüttelský   |  |  |  |  |  |  |  |                              |
|                     |                                                  |  |                                      |                                       |  |  |  |  |  |  |  |                              |
|                     | Karel Vilém Ferdinand Brunšvicko-Wolfenbüttelský |  |                                      |                                       |  |  |  |  |  |  |  |                              |
|                     |                                                  |  |                                      |                                       |  |  |  |  |  |  |  |                              |
|                     |                                                  |  |                                      | Filipína Šarlota Pruská               |  |  |  |  |  |  |  |                              |
|                     |                                                  |  |                                      |                                       |  |  |  |  |  |  |  |                              |
|                     | Augusta Brunšvicko-Wolfenbüttelská               |  |                                      |                                       |  |  |  |  |  |  |  |                              |
|                     |                                                  |  |                                      |                                       |  |  |  |  |  |  |  |                              |
|                     |                                                  |  |                                      | Frederik Ludvík Hannoverský           |  |  |  |  |  |  |  |                              |
|                     |                                                  |  |                                      |                                       |  |  |  |  |  |  |  |                              |
|                     | Augusta Frederika Hannoverská                    |  |                                      |                                       |  |  |  |  |  |  |  |                              |
|                     |                                                  |  |                                      |                                       |  |  |  |  |  |  |  |                              |
|                     |                                                  |  |                                      | Augusta Sasko-Gothajská               |  |  |  |  |  |  |  |                              |
|                     |                                                  |  |                                      |                                       |  |  |  |  |  |  |  |                              |
| Žofie Württemberská |                                                  |  |                                      |                                       |  |  |  |  |  |  |  |                              |
|                     |                                                  |  |                                      |                                       |  |  |  |  |  |  |  |                              |
|                     |                                                  |  | Karel Fridrich Holštýnsko-Gottorpský |                                       |  |  |  |  |  |  |  |                              |
|                     |                                                  |  |                                      |                                       |  |  |  |  |  |  |  |                              |
|                     | Petr III. Ruský                                  |  |                                      |                                       |  |  |  |  |  |  |  |                              |
|                     |                                                  |  |                                      |                                       |  |  |  |  |  |  |  |                              |
|                     |                                                  |  |                                      | Anna Petrovna                         |  |  |  |  |  |  |  |                              |
|                     |                                                  |  |                                      |                                       |  |  |  |  |  |  |  |                              |
|                     | Pavel I. Ruský                                   |  |                                      |                                       |  |  |  |  |  |  |  |                              |
|                     |                                                  |  |                                      |                                       |  |  |  |  |  |  |  |                              |
|                     |                                                  |  |                                      | Kristián August Anhaltsko-Zerbstský   |  |  |  |  |  |  |  |                              |
|                     |                                                  |  |                                      |                                       |  |  |  |  |  |  |  |                              |
|                     | Kateřina II. Veliká                              |  |                                      |                                       |  |  |  |  |  |  |  |                              |
|                     |                                                  |  |                                      |                                       |  |  |  |  |  |  |  |                              |
|                     |                                                  |  |                                      | Johana Alžběta Holštýnsko-Gottorpská  |  |  |  |  |  |  |  |                              |
|                     |                                                  |  |                                      |                                       |  |  |  |  |  |  |  |                              |
|                     | Kateřina Pavlovna                                |  |                                      |                                       |  |  |  |  |  |  |  |                              |
|                     |                                                  |  |                                      |                                       |  |  |  |  |  |  |  |                              |
|                     |                                                  |  |                                      | Karel Alexandr Württemberský          |  |  |  |  |  |  |  |                              |
|                     |                                                  |  |                                      |                                       |  |  |  |  |  |  |  |                              |
|                     | Fridrich Evžen Württemberský                     |  |                                      |                                       |  |  |  |  |  |  |  |                              |
|                     |                                                  |  |                                      |                                       |  |  |  |  |  |  |  |                              |
|                     |                                                  |  |                                      | Marie Augusta Thurn-Taxis             |  |  |  |  |  |  |  |                              |
|                     |                                                  |  |                                      |                                       |  |  |  |  |  |  |  |                              |
|                     | Žofie Dorota Württemberská                       |  |                                      |                                       |  |  |  |  |  |  |  |                              |
|                     |                                                  |  |                                      |                                       |  |  |  |  |  |  |  |                              |
|                     |                                                  |  |                                      | Fridrich Vilém Braniborsko-Schwedtský |  |  |  |  |  |  |  |                              |
|                     |                                                  |  |                                      |                                       |  |  |  |  |  |  |  |                              |
|                     | Bedřiška Braniborsko-Schwedtská                  |  |                                      |                                       |  |  |  |  |  |  |  |                              |
|                     |                                                  |  |                                      |                                       |  |  |  |  |  |  |  |                              |
|                     |                                                  |  |                                      | Žofie Dorota Pruská                   |  |  |  |  |  |  |  |                              |
|                     |                                                  |  |                                      |                                       |  |  |  |  |  |  |  |                              |